# Driss Benzekri
Driss Benzekri (31 dicembre 1970) è un ex calciatore marocchino, di ruolo portiere.